# Landstigningsbåt

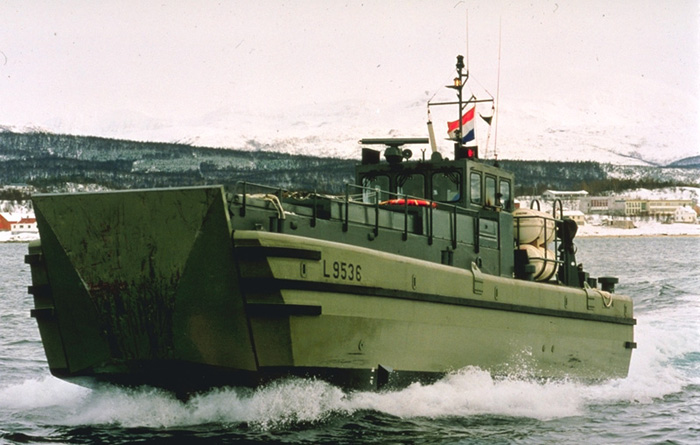
En nederländsk landstigningsbåt.

En landstigningsbåt är en båt eller mindre fartyg avsett att transportera trupp och/eller stridsfordon från landstigningsfartyg, amfibiefartyg eller en närbelägen hamn till den strand där landstigningen äger rum. Landstigningsbåtar är till skillnad från landstigningsfartyg inte havsgående.
Mindre landstigningsbåtar kan transporteras på lastbil och används för att transportera trupp över sjöar, floder och andra vattendrag. Dessa benämns ibland stormbåtar.

## Historik
Fram till 1800-talet transporterades marinsoldater ombord på vanliga örlogsfartyg och landsattes med skeppsbåtar. Införandet av automatvapen och snabbskjutande artilleri gjorde dock att sådana landstigningar närmast liknade självmordsuppdrag. Under första världskriget tillverkades de första renodlade landstigningsbåtarna baserade på flodpråmar. Dessa användes vid landstigningen vid Gallipoli i Turkiet och även senare under andra världskriget vid evakueringen av Dunkerque.